# Anemone de mar comuna
L'anemone de mar comuna, també coneguda amb el nom de fideus de mar o fideu (Anemonia viridis), és una espècie d'anemone de mar de la família dels actínids que es troba a l'est de l'oceà Atlàntic i al mar Mediterrani; els individus del Mediterrani, però, de vegades es consideren una espècie separada, Anemonia sulcata, que en nom vernacle s'anomena igual que A. viridis.

## Morfologia
Els tentacles solen ser d'un color verd fosc amb puntes púrpura; el color verd se sol atribuir a la presència d'algues simbiòtiques amb els tentacles, però realment és resultat de la presència de proteïna de fluorescència verda que contenen també els coralls i altres cnidaris. El teixit de l'anemone conté una alga simbiòtica anomenada zooxantel·les que és necessària per la supervivència a llarg termini de l'anemone de mar: si la presència de dita alga disminueix, l'anemone pot aparèixer més grisosa. Les algues necessiten llum per a créixer, per la qual cosa les anemones de mar comunes es troben en les zones més assolellades fins a 20 metres de fondària. Solen ser d'uns 8 cm d'amplada i sol tenir uns 200 tentacles d'uns 15 cm de llargada.

## Alimentació
Les algues simbiòtiques realitzen la fotosíntesi i produeixen oxigen i sucres, que són aprofitats per l'anemone, i s'alimenten dels catabòlits de l'anemone (especialment fòsfor i nitrogen). No obstant això, les anemones s'alimenten tant dels productes que generen aquestes algues, entre un 75 i un 90%, com de les preses de plàncton o peixos que capturen amb els seus tentacles. És una espècie predadora carnívora que s'alimenta de peixos petits, crustacis i mol·luscos. També s'alimenta de fitoplàncton i zooplàncton. També captura matèria orgànica dissolta en l'aigua, com a aminoàcids i glucosa, a través de les cèl·lules ectodermals dels tentacles.

## Reproducció
A diferència d'altres cnidaris, les anemones (i altres antozous) no desenvolupen l'estadi lliure de medusa del seu cicle vital; el pòlip produeix òvuls i esperma, i l'òvul fertilitzat es desenvolupa en una plànula que llavors es converteix en un altre pòlip.

## Relació amb altres animals
Moltes espècies de petits animals solen viure en una relació simbiòtica o comensal amb l'anemone de mar comuna, obtenint així protecció dels depredors gràcies a residir entre els tentacles verinosos. Entre aquests organismes s'hi troben Gobius incognitus, la gamba Periclimenes aegylios i el cranc Inachus phalangium.

## Usos alimentaris
Aquestes anemones es troben a la venda als mercats de Catalunya, ja que, com altres anemones, són comestibles (se solen preparar arrebossades i fregides), si bé les seves puntes tenen un verí urticant. Les anemones són típiques a Cadis, on se serveixen com a plat o com a acompanyament de plats de peix fregit, amb el nom d'"ortiguillas".

## Galeria

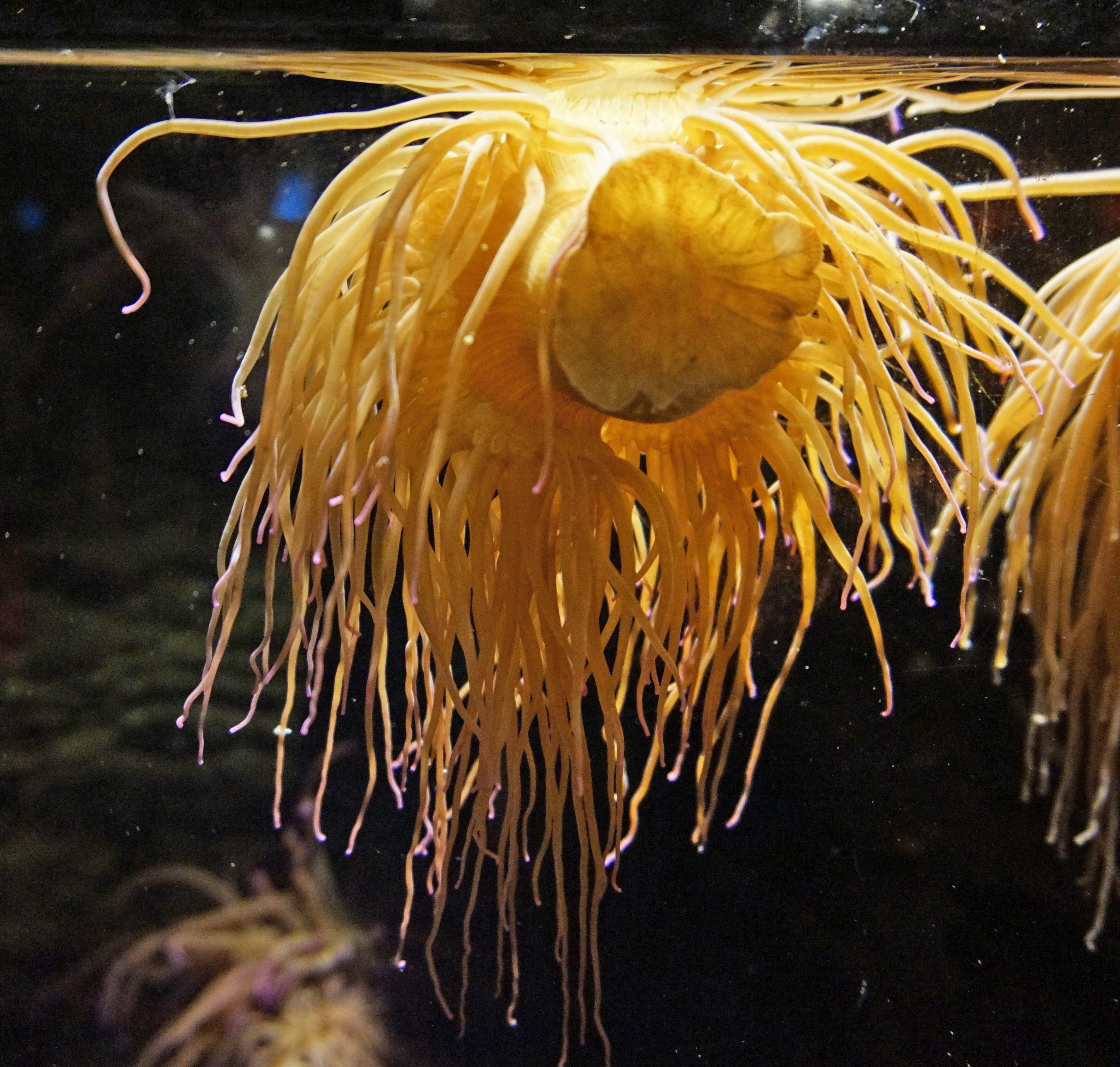
Anemone viridis de l'aquari de Gènova
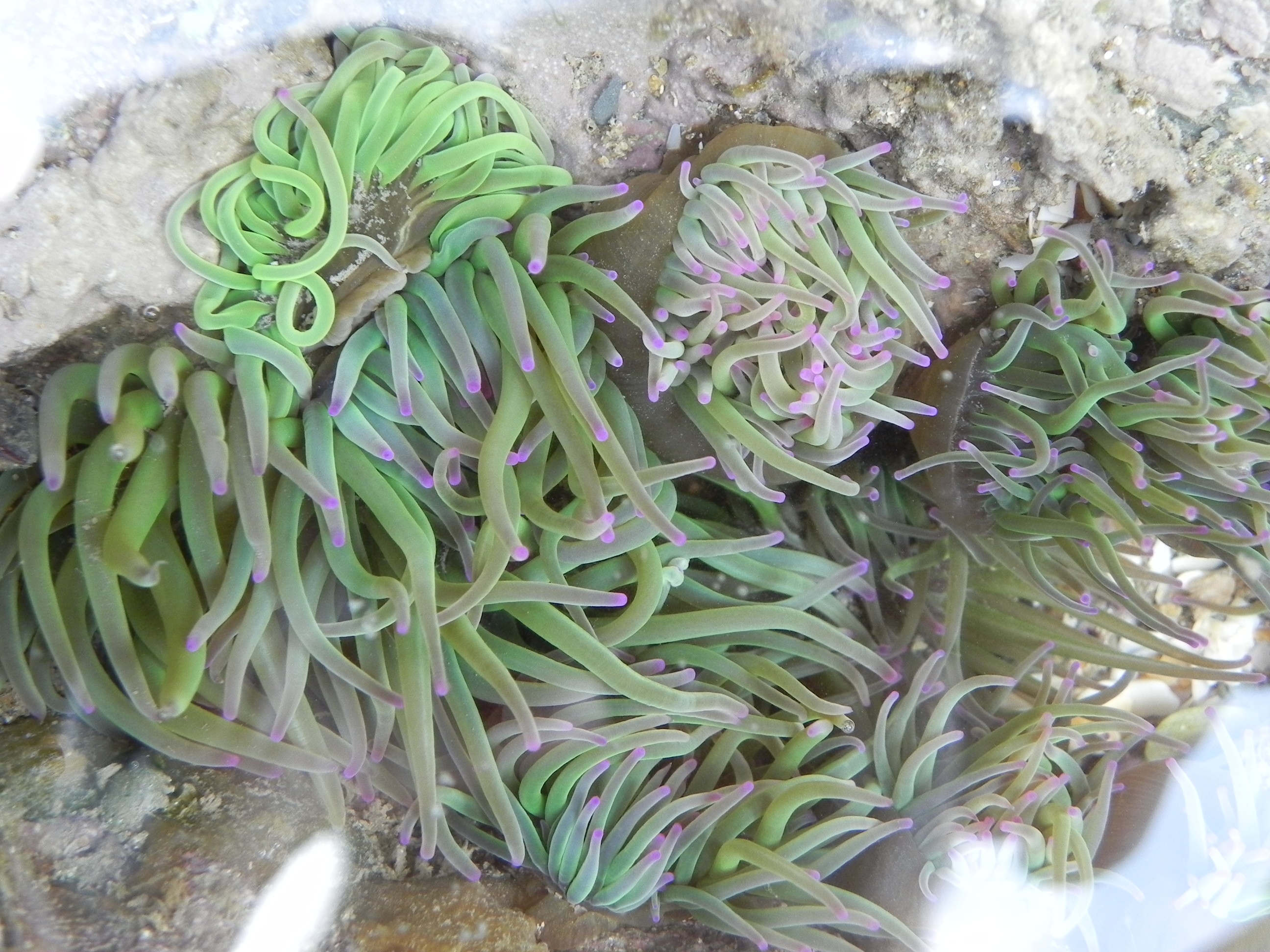
Una colònia del Regne Unit
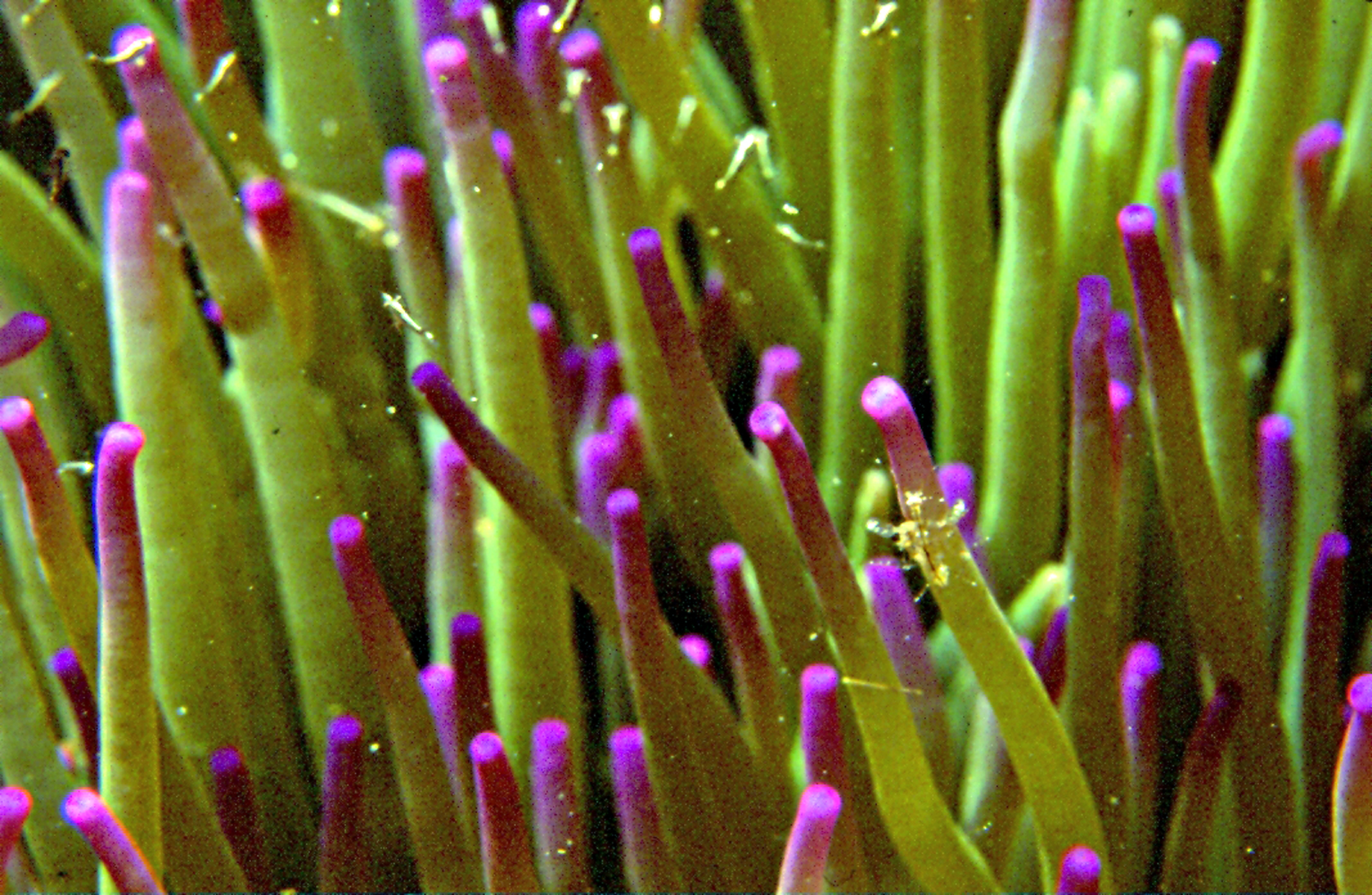
Tentacles
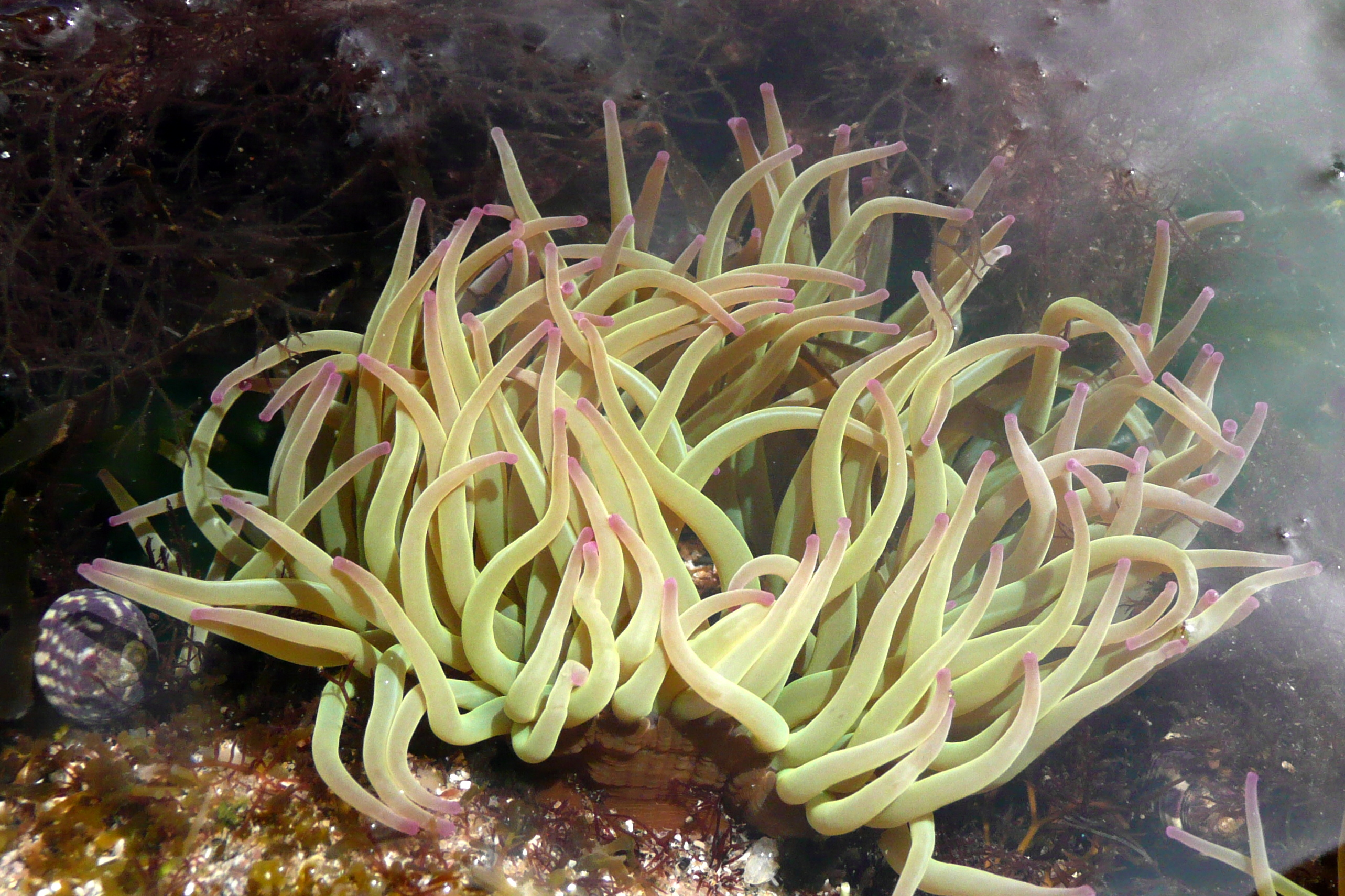
A França
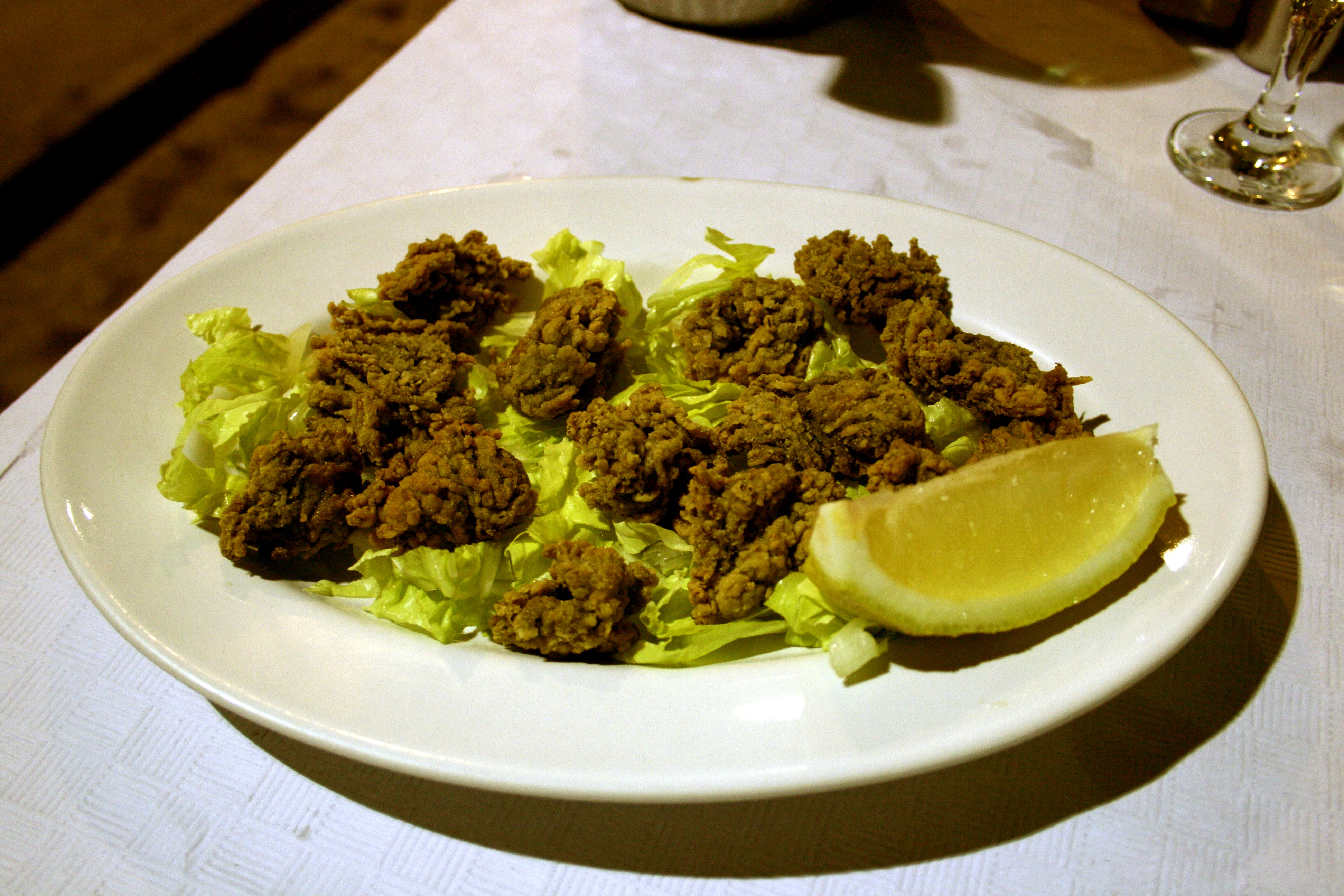
Un plat d'ortiguillas a Cadis
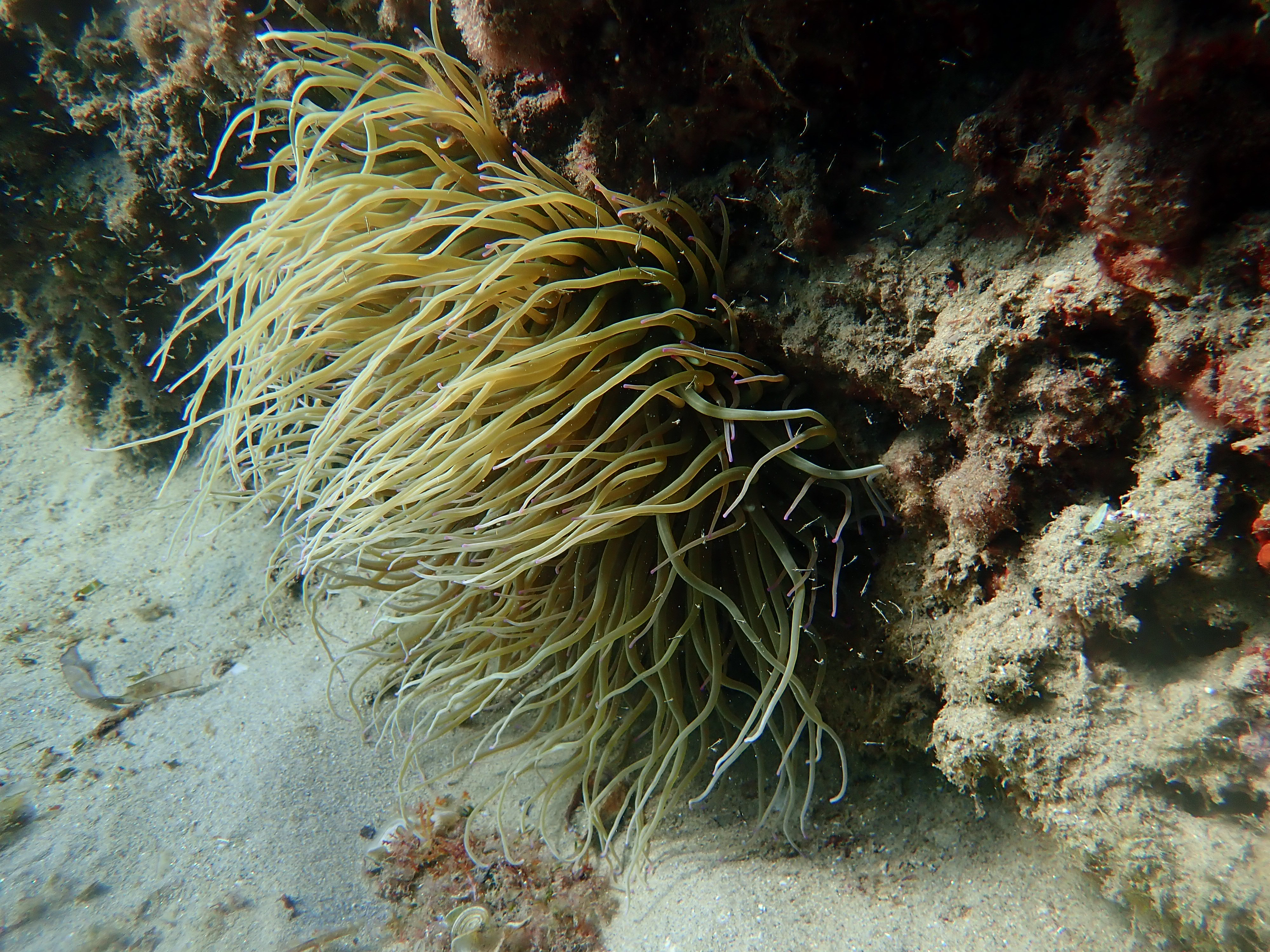
Exemplar d'Anemonia viridis al seu hàbitat, entre les roques, a l'Ametlla de Mar